# Naedeok-dong
Naedeok-dong (koreanska: 내덕동) är en stadsdel i stadsdistriktet Cheongwon-gu i staden Cheongju i Sydkorea. Den ligger i provinsen Norra Chungcheong, i den centrala delen av landet, 110 km söder om huvudstaden Seoul.

## Indelning
Administrativt är Naedeok-dong indelat i:
| Namn    | Namn               | Yta km² | Invånare 31 dec 2019 |
| ------- | ------------------ | ------- | -------------------- |
| 내덕1동 | Naedeok 1(il)-dong | 1,46    | 9 352                |
| 내덕2동 | Naedeok 2(i)-dong  | 1,36    | 13 017               |